# 毎熊晟矢
毎熊 晟矢（まいくま せいや、1997年10月16日 - ）は、長崎県出身のプロサッカー選手。エールディヴィジ・AZアルクマール所属。ポジションはディフェンダー、ミッドフィールダー。右サイドバックや右サイドミッドフィールダーを主戦場とするが、フォワードで起用されることもある。日本代表。

## 経歴

### プロ入り前
幼少期に大分トリニータサッカースクールでサッカーを始め、ほぼ毎日練習に通う。小学校入学を機に両親の生まれた長崎県に移り、小学校1年に黒髪フットボールクラブジュニア（佐世保市）、小学校2年から6年はJFCレインボー長崎（長崎市）、中学校の3年間は大久保誠が主宰するFOOTBALL CLUB BRISTOL U15（諫早市）に所属した。
東福岡高校（福岡市）へ進学、1、2年時は全く出場機会が無かっただけでなく、Aチームの練習にすら参加できなかった。
3年生だった2015年、インターハイと選手権の高校二冠を達成した。
高校卒業後はプロからのオファーがなかった事と、関西に行ってみたい気持ちもあり、桃山学院大学に進学した。1年目は、先輩たちのビブスを洗ったり、試合ではビデオカメラを回したり、裏方の仕事もした。
2年目から試合にでるようになり、フォワードとして活躍した。
2019年10月16日、2020年から地元クラブであるV・ファーレン長崎に加入することが発表された。

### V・ファーレン長崎
2020年2月23日、シーズン開幕戦の栃木SC戦で後半アディショナルタイムから途中出場しプロデビュー。7月15日、J2第5節のFC琉球戦でプロ初ゴールを決めた。
在籍2年間で全公式戦で自身が得点した試合は無敗だった。監督の手倉森誠に1度もやったことのなかった右サイドバックで起用された。毎熊自身は、迷子になったと感じ、右サイドバックとしての手応えはなかった。そこでコーチの吉田孝行に「僕はもうFWに戻れないんですか」と聞いたところ「お前なら絶対できる、このポジションなら代表までいける」と太鼓判を押してくれた。毎熊は半信半疑ではあったが、「このままマイナスな気持ちで続けていてもしょうがない、その言葉を聞いて、与えられたポジションでやってみようと吹っきれました」と話した。また、この時期の師匠は亀川諒史だった。

### セレッソ大阪
2022年からJ1のセレッソ大阪へ完全移籍。大学時代にセレッソの紅白戦にも何度か呼ばれていたが、大卒時はセレッソからのオファーはなかった。
毎熊のポジションである右サイドバックは松田陸が絶対的な活躍をみせており、監督の小菊昭雄によって右サイドハーフで起用された。サイドハーフで起用されたことで攻守の幅が広がった。 毎熊のJ1初ゴールは、2022年第9節の柏レイソル戦。相手陣で香川がＭサヴィオのパスミスにいち早く反応し、相手陣中央の左からレオセアラへつなぐ。レオセアラはペナルティアーク手前から冷静にワンタッチで右に送ると、毎熊がフリーで受け、ペナルティエリア中央から右足を振り抜く。シュートはゴール右に決まって先制点を奪った。 J1の5月MVPを受賞。12月9日、上門知樹、鈴木徳真と共に2025年までの複数年契約更新を掴み取った。
2023年、ジョルディ・クルークスが加入、前年の自身の定位置だった右サイドハーフはクルークスが入り、毎熊は右サイドバックで起用され、新たに先発に定着した。開幕前には「もっと数字にもこだわりたい、チームを勝たせられるような存在になりたい」と話していたが、リーグ戦では数字上は1得点2アシストと直接的に得点に関わることは少なかった。しかし、リーグカップ戦のガンバ大阪戦ではハーフウェイライン手前から独走してゴールを決めてフォワードとしての片鱗も見せた。サイドバックながら中央に移動するなど攻撃の組み立てで大きく貢献、守備でも貢献して対戦相手からは脅威となり、J1全チームの選手・監督の投票で選ばれるJ1優秀選手賞を受賞した。得票数は75票だった。描いていた目標とは異なったが、大きく飛躍した1年となり、日本代表に初選出され、継続的に選出された。また、ベストイレブンを受賞した、同賞の受賞はチームにとって6年振り10人目である。
2024年6月13日、海外移籍の準備のためチームを離脱したことを発表。長崎時代と同じく、全公式戦で自身が得点した試合は無敗だった。

### AZアルクマール
2024年6月21日、オランダのエールディヴィジ・AZアルクマールへ完全移籍することが発表された。契約期間は2028年6月30日までの4年間で、背番号は16。UEFAヨーロッパリーグでは、DFながら2得点を挙げ、ラウンド16・１回戦ではトッテナムの孫興民相手に完封勝利。１回戦の勝利に貢献した。（チームは２回戦目の結果により敗退した）

### 日本代表
2023年8月31日、 9月にドイツとベルギーで行われる国際親善試合2試合の日本代表メンバーに初選出され、9月12日、ベルギーで行われたトルコ代表との親善試合にてスタメン出場し、A代表デビューした。この試合では、代表デビューながら、中村敬斗へのアシストを記録している。代表初招集時の背番号は26番。
2024年、AFCアジアカップ2023に挑むメンバーに招集される。当初レギュラーとして見られていた菅原由勢のパフォーマンスが上がらず、グループステージ第3戦のインドネシア戦でスタメンに起用されると、そのままレギュラーを奪取。決勝トーナメント1回戦のバーレーン戦では、約25mから振り出された強烈ミドルシュートがポストに直撃し、こぼれ球を堂安律が押し込み、得点の起点になった。
数少ない日本国内からの招集選手であり、「Jリーグを代表しているという意識はある、Jリーグにも素晴らしい選手がたくさんいるということを証明できるのも、数少ないJリーグ組だけだと思う」と話した。

## 人物
- 大分県生まれ。両親が長崎生まれ、長崎出身なので長崎出身。
- プロ入り後にサイドバック、サイドハーフにコンバートされた。
- 大学時代の一番大きな事は「自己犠牲よりも、自分が点を決めて、自分がチームを勝たせるというマインドに変えた」事である[25]。
- 小山史乃観との対談で、「前をやったからこそ、いまのサイドバックで生かされていることは、中央に入る感覚が強いこと、ボールを持った時に少し余裕を持てること。前のポジションはいろいろな方向から相手がボールを奪いに来るが、サイドバックは比較的プレッシャーが弱い。」と話した[26]。
- 日本代表入りするまでは海外志向が低かった[26]。
- かつてブンデスリーガ2連覇、プレミアリーグ優勝に貢献、ボルシア・ドルトムントのレジェンドの1人であり、日本代表でも長年10番を背負い、酸いも甘いも味わった香川真司からは「サイドバックというポジションの中では自分の経験上、あそこまでレベル高いヤツは探してもそういないし、攻守において個人的にはすごい大きな信頼を寄せている」「代表で生き残っていけるポテンシャルはある」「世界で十分やれる能力を持った選手だ」とプレーぶりを絶賛されている[27]。また、代表初選出の際には、「セレッソでやってるようにやれば絶対大丈夫」とメッセージを送った[28]。

## 所属クラブ
- 黒髪フットボールクラブジュニア
- JFCレインボー長崎
- FOOTBALL CLUB BRISTOL U15
- 東福岡高等学校
- 桃山学院大学
- 2020年 - 2021年  V・ファーレン長崎
- 2022年 - 2024年6月  セレッソ大阪
- 2024年 -　 AZアルクマール

## 個人成績
| 国内大会個人成績 | 国内大会個人成績 | 国内大会個人成績 | 国内大会個人成績 | 国内大会個人成績 | 国内大会個人成績 | 国内大会個人成績 | 国内大会個人成績 | 国内大会個人成績 | 国内大会個人成績 | 国内大会個人成績 | 国内大会個人成績 |
| 年度             | クラブ           | 背番号           | リーグ           | リーグ戦         | リーグ戦         | リーグ杯         | リーグ杯         | オープン杯       | オープン杯       | 期間通算         | 期間通算         |
| 年度             | クラブ           | 背番号           | リーグ           | 出場             | 得点             | 出場             | 得点             | 出場             | 得点             | 出場             | 得点             |
| 日本             | 日本             | 日本             | 日本             | リーグ戦         | リーグ戦         | リーグ杯         | リーグ杯         | 天皇杯           | 天皇杯           | 期間通算         | 期間通算         |
| ---------------- | ---------------- | ---------------- | ---------------- | ---------------- | ---------------- | ---------------- | ---------------- | ---------------- | ---------------- | ---------------- | ---------------- |
| 2020             | 長崎             | 16               | J2               | 36               | 3                | -                | -                | -                | -                | 36               | 3                |
| 2021             | 長崎             | 16               | J2               | 38               | 3                | -                | -                | 1                | 1                | 39               | 4                |
| 2022             | C大阪            | 16               | J1               | 28               | 3                | 11               | 1                | 3                | 0                | 42               | 4                |
| 2023             | C大阪            | 16               | J1               | 31               | 1                | 3                | 1                | 2                | 1                | 36               | 3                |
| 2024             | C大阪            | 2                | J1               | 15               | 0                | 2                | 0                | 0                | 0                | 17               | 0                |
| オランダ         | オランダ         | オランダ         | オランダ         | リーグ戦         | リーグ戦         | リーグ杯         | リーグ杯         | KNVBカップ       | KNVBカップ       | 期間通算         | 期間通算         |
| 2024-25          | AZ               | 16               | エールディヴィジ | 26               | 0                | -                | -                | 4                | 0                | 30               | 0                |
| 通算             | 日本             | 日本             | J1               | 74               | 4                | 16               | 2                | 5                | 1                | 95               | 7                |
| 通算             | 日本             | 日本             | J2               | 74               | 6                | -                | -                | 1                | 1                | 75               | 7                |
| 通算             | オランダ         | オランダ         | エールディヴィジ | 26               | 0                | -                | -                | 4                | 0                | 30               | 0                |
| 総通算           | 総通算           | 総通算           | 総通算           | 174              | 10               | 16               | 2                | 10               | 2                | 200              | 14               |

その他の公式戦
- 2025年
  - ECL予選出場プレーオフ 2試合0得点

| 国際大会個人成績 | 国際大会個人成績 | 国際大会個人成績 | 国際大会個人成績 | 国際大会個人成績 |
| 年度             | クラブ           | 背番号           | 出場             | 得点             |
| UEFA EL          | UEFA EL          | UEFA EL          | UEFA EL          | UEFA EL          |
| ---------------- | ---------------- | ---------------- | ---------------- | ---------------- |
| 2024-25          | AZ               | 16               | 12               | 2                |
| 通算             | UEFA             | UEFA             | 12               | 2                |

## 代表歴

### 出場大会
- 日本代表
  - キリンチャレンジカップ（2023年）
  - ミズホブルードリームマッチ（2023年）
  - AFCアジアカップ2023（2024年）

### 試合数
- 国際Aマッチ 8試合 0得点（2023年 - ）

| 日本代表 | 国際Aマッチ | 国際Aマッチ |
| 年       | 出場        | 得点        |
| -------- | ----------- | ----------- |
| 2023     | 3           | 0           |
| 2024     | 5           | 0           |
| 通算     | 8           | 0           |

### 出場
| No. | 開催日         | 開催都市   | スタジアム                           | 対戦国       | 結果 | 監督   | 大会                                   |
| --- | -------------- | ---------- | ------------------------------------ | ------------ | ---- | ------ | -------------------------------------- |
| 1.  | 2023年9月12日  | ヘンク     | セゲカ・アレーナ                     | トルコ       | ○4-2 | 森保一 | キリンチャレンジカップ2023             |
| 2.  | 2023年10月13日 | 新潟       | デンカビッグスワンスタジアム         | カナダ       | ○4-1 | 森保一 | MIZUHO BLUE DREAM MATCH 2023           |
| 3.  | 2023年11月16日 | 吹田       | パナソニックスタジアム吹田           | ミャンマー   | ○5-0 | 森保一 | 2026 FIFAワールドカップ・アジア2次予選 |
| 4.  | 2024年1月1日   | 東京       | 国立競技場                           | タイ         | ○5-0 | 森保一 | TOYO TIRES CUP 2024                    |
| 5.  | 2024年1月14日  | ドーハ     | アル・トゥマーマ・スタジアム         | ベトナム     | ○4-2 | 森保一 | AFCアジアカップ2023                    |
| 6.  | 2024年1月24日  | ドーハ     | アル・トゥマーマ・スタジアム         | インドネシア | ○3-1 | 森保一 | AFCアジアカップ2023                    |
| 7.  | 2024年1月31日  | ドーハ     | アル・トゥマーマ・スタジアム         | バーレーン   | ○3-1 | 森保一 | AFCアジアカップ2023                    |
| 8.  | 2024年2月3日   | ライヤーン | エデュケーション・シティ・スタジアム | イラン       | ●1-2 | 森保一 | AFCアジアカップ2023                    |

## タイトル

### 個人
- J1月間MVP：1回（2022年5月）
- J1優秀選手賞：1回（2023年）
- J1ベストイレブン：1回（2023年）